# Heliobacterium chlorum
Heliobacterium chlorum è una specie di batterio appartenente alla famiglia delle Heliobacteriaceae.